# 约翰·艾略特·加德纳
约翰·艾略特·加德纳爵士，CBE （Sir John Eliot Gardiner，1943年4月20日—），英国指揮家，以詮釋巴洛克主義時期作品，特別是巴赫的作品而聞名。

## 生平

### 早年
约翰·艾略特·加德纳生于英国多赛特的小村Fontmell Magna，他的音樂啟蒙來自於當地的教堂唱詩班，早年他還自學了小提琴演奏。15歲時，加德纳開始嘗試指揮。就讀於剑桥大学国王学院時，加德纳学习历史、阿拉伯語以及中世紀西班牙語，最終得到了史學硕士学位。

### 职业生涯

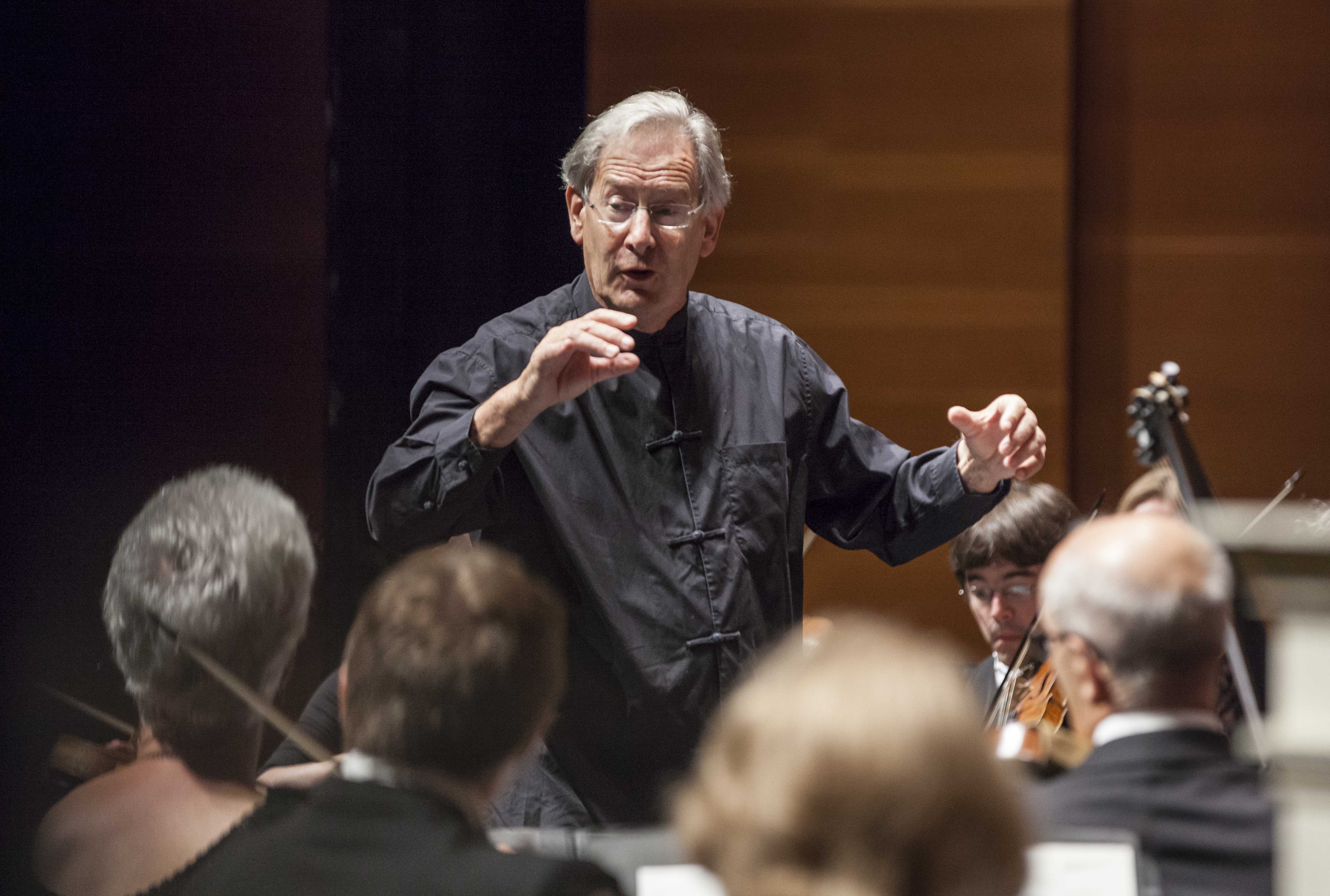
加德纳指挥英国巴洛克独奏家乐团，2014年

1964年3月5日，加德纳在國王學院的小禮拜堂指揮了克劳迪奥·蒙特威尔第的《聖母晚禱》，這場演出可以視作是其指揮活動的起點，更間接促成了蒙台威尔第合唱团的成立。1966年，加德纳便指揮蒙台威爾第合唱團完成了正式的指揮初登場。自國王學院畢業後，加德纳持續與瑟斯頓·达尔特學習，此外他也前往巴黎，拜入娜迪亚·布朗热門下。
1967年，在埃里大教堂的蒙台威尔第四百寿辰上，加德纳指揮樂團演奏了自己改编、修订的《聖母晚禱》，演出大获成功，这使得加德纳更有勇气向这个方向迈步。1968年，在原先合唱團的基礎上，蒙台威尔第管弦樂團成立。1969年，加德纳在英國國家劇院指揮了莫扎特的《魔笛》，這是他的歌劇初登場。1973年，他初次在考文特花園的皇家歌劇院演出。1977年，蒙台威尔第管弦樂團更換了所有的演奏用樂器，以當代樂器取代了現代樂器，樂團更名為英国巴洛克独奏家乐团，並一躍成為古樂領域的翹楚勁旅。在當年的因斯布鲁克古乐音乐节（Innsbrucker Festwochen der Alten Musik）上，英国巴洛克独奏家乐团首次演出，曲目是亨德尔的《阿西斯與加拉蒂亞》，该曲目的录音1978年被留声机杂志评为“最佳古乐录音”。
1979年，加德纳初次在美國指揮演出，合作的對象是達拉斯交響樂團。1980–83年間，加德纳是溫哥華管弦樂團（CBC Vancouver Orchestra）的主要指揮。1983年之後，加德纳轉往法國，擔任里昂國家歌劇院的音樂總監，迄1988年止，期間主導了該院樂隊的大型改革。此外，自1981年起，加德纳亦擔任哥廷根的國際韓德爾音樂節總監，迄1990年止。在1989年蒙台威尔第合唱团成立25周年之际，他率团巡演，曲目除《聖母晚禱》之外，亦有韓德爾、巴赫的作品。
1990年，加德纳成立革命与浪漫乐团，该乐团以演奏较近代的作品为主，尤其專注於19世紀作品。同年他亦带领蒙台威尔第合唱团、英国巴洛克独奏家乐团做客萨尔茨堡音乐节，上演“奥菲欧”系列（分别由蒙台威尔第和格鲁克作曲），还有小夜曲专场。1991–95年間，他擔任北德廣播交響樂團的首席指揮職。1995年，加德纳再訪萨尔茨堡音乐节，指挥维也纳爱乐乐团演出。1997年，由加德纳组织的「舒曼音乐节」分别在伦敦的巴比肯中心和巴黎的音乐城举行。2000年，加德纳在欧洲14国超过60所教堂里指挥了巴赫所有传世的康塔塔，凭这一巨大的工程，他获得了2005年莱比锡颁发的巴赫奖牌。 
除以上成就之外，加德纳亦客席指揮爱乐乐团、克利夫兰乐团和音乐厅会堂乐团等團體進行演出。

## 作品

### 商業錄音
加德纳指挥的精品大多由宝丽金旗下的Deutsche Grammophon、飞利浦和DECCA等品牌所發行。2004年，他创立了自己的品牌「蒙台威尔第唱片」（Monteverdi Productions），專門出版蒙台威尔第合唱团、英国巴洛克独奏家乐团等團體的演出录音。
自他与英国巴洛克独奏家乐团的在阿奇夫第一个录音《阿西斯與加拉蒂亞》后，他们不断录制获奖唱片：蒙台威尔第《聖母晚禱》及《奥菲欧》，普赛尔《精灵皇后》，巴赫《圣诞清唱剧》，《马太受难曲》和海顿《四季》。他亦计划錄製莫扎特歌剧作品，包括《依多美尼奥》，《狄多的仁慈》，《后宫诱逃》，《女人心》，《费加罗的婚礼》，《唐乔奥凡尼》 和《魔笛》。加德纳對貝多芬作品的著墨亦多，他與革命与浪漫乐团录制完成了《庄严弥撒》，交响曲全集，歌剧《利奥诺拉》，钢琴协奏曲全集（和罗伯特·大卫·莱文合作，以1998年第三，四号协奏曲表演为标志结束）。另外他也錄製了舒曼交响曲全集（1998），2003年他还完成了海顿弥撒的录制工作。

## 獲獎與榮譽
- 荣誉博士，里昂大学，1987年[9]
- 法國藝術與文學勳章，1988年
- 大英帝國司令勳章，1990年[10]
- "年度艺术家"，留声机奖和德国唱片评论，1994年
- 格莱美奖“最佳合唱作品奖”，1994年[b][11]
- "年度指挥家"，古典回声，1995年
- "最佳指挥"，嘎纳古典奖，1995年
- Dietrich-Buxtehude奖，1995年
- 伊丽莎白二世授勳，1998年[12]
- 格莱美奖“最佳歌剧录音奖”，1999年[c][11]
- 巴赫奖牌，2005年[13]
- 德國联邦十字勋章，2005年
- 荣誉会员，伦敦国王学院
- 荣誉会员，皇家音乐学院[9]

## 個人生活
约翰·艾略特·加德纳是牧師洛夫·加德纳之子，他的祖父則是埃及学學者艾倫·韓德森·加德纳。
加德纳個人有兩段婚姻，育有三女。

## 軼事
- 加德纳喜欢在北多塞特的一个有機农场度过自己的悠闲时光[15]，該處農場是由他的長輩，作曲家亨利·鮑佛·加德納所建立的。由於其務農的興趣，加德纳亦有「山上加德纳」的暱稱。
- 加德纳是衛報於2014年8月所報導的兩百名反對蘇格蘭獨立的公眾人物之一[16]。
- 加德纳曾捲入多起不當行為的官司與指控[17][18][19]。

### 參照
1. 1 2  "John Eliot Gardiner", in Contemporary Musicians (1999), Detroit: Gale
2. ↑  Whenham, John. . Cambridge University Press. 1997: 85. ISBN 0 521 45377 1.
3. ↑  . Monteverdi Choir.   [25 November 2015]. （原始内容 (Flash)存档于26 November 2015）.
4. ↑  . Sinfini Music.   [25 November 2015]. （原始内容存档于2016-03-04）.
5. ↑  
,   [17 May 2007], （原始内容存档于21 August 2007）
6. ↑  
,   [17 May 2007], （原始内容存档于3 December 2006）
7. ↑  
Göttingen Händelfestspiele,  (PDF), 2007  [17 May 2007], （原始内容 (PDF)存档于15 June 2007）
8. ↑  
,   [17 May 2007], （原始内容存档于26 April 2007）
9. 1 2  
,   [17 May 2007], （原始内容存档于8 June 2007）
10. ↑  
. 倫敦憲報 (Supplement). 29 December 1989.
11. 1 2  
,   [17 May 2007], （原始内容存档于30 September 2007）
12. ↑  . 倫敦憲報. 14 September 1999.
13. ↑  . neue musikzeitung（德语：neue musikzeitung） (新闻稿). Regensburg: ConBrio Verlagsgesellschaft mbH. ddp. 22 April 2005  [4 July 2018]. （原始内容存档于2021-04-11） （德语）.
14. ↑  . Musicianguide.com.   [31 October 2012]. （原始内容存档于2021-04-11）.
15. ↑  . Springhead Trust.   [23 July 2014]. （原始内容存档于2013-05-22）.
16. ↑  . theguardian.com. 2014-08-07  [2014-08-26]. （原始内容存档于2014-08-17）.
17. ↑  . Financial Times.   [15 March 2019]. （原始内容存档于2021-04-11）.
18. ↑  Thompson, Damian. . The Spectator. 2 May 2015  [15 March 2019]. （原始内容存档于2016-12-14）.
19. ↑  
Phillips, Peter. . The Spectator. 5 April 2014  [15 March 2019].

## 外部連結
- 约翰·艾略特·加德纳的Discogs页面（英文）
- Monteverdi Choir and Orchestras （页面存档备份，存于）